# Обыкновенная мухоловка
Обыкнове́нная мухоло́вка (лат. Scutigera coleoptrata) — вид многоножек из отряда Scutigeromorpha класса губоногих.

## Внешний вид
Взрослая обыкновенная мухоловка достигает в длину 35—60 мм. Цвет тела — желтовато-серый или коричневый с тремя красновато-фиолетовыми или синеватыми полосами вдоль тела, ноги также полосатые.
Как все членистоногие, обыкновенная мухоловка имеет наружный скелет, состоящий из хитина и склеротина. Тело сплюснутое, разделено на 15 сегментов, каждый из которых несёт пару ног. Последняя пара ног мухоловки самая длинная (у самок может вдвое превышать длину тела) и похожа на усики, поэтому не всегда можно сразу определить, где у многоножки голова, а где задний конец тела. Первая пара ног мухоловки преобразовалась в ногочелюсти для захватывания добычи и защиты. На каждой стороне головы расположены сложные хорошо развитые фасеточные глаза. Усики мухоловки очень длинные, хлыстообразные, состоящие из пятисот-шестисот сегментов.

## Образ жизни
Обыкновенная мухоловка — хищник, охотится на мух, тараканов, термитов, пауков, чешуйниц, блох, молей и других мелких членистоногих. Мухоловки убивают свою добычу путём впрыскивания яда, а затем съедают.
Обыкновенная мухоловка активна и днём, и ночью. По сравнению с другими многоножками перемещается очень быстро, развивая скорость до 40 см в секунду. Во время движения мухоловка приподнимает туловище на длинных лапках. У неё отличное зрение, что при её скорости делает её великолепным охотником. Она часто сидит на стенах домов и сараев, где преследует мух, сверчков и других насекомых.

## Среда обитания
Обыкновенные мухоловки в природе живут под деревьями, в опавшей листве. Они проводят зиму в укромных местах и становятся активными с наступлением весны. Осеннее похолодание заставляет их искать убежища в человеческом жилище, где предпочитают селиться во влажных местах: ванных, туалетах, подвалах, погребах. Иногда мухоловку можно увидеть и в сухих помещениях ползающей по стене (как правило, в тёмное время суток). Таким образом, обыкновенная мухоловка стала синантропным видом.

## Ареал
Естественный ареал обыкновенной мухоловки — Южная Европа, Северная Африка и Ближний Восток. Мухоловки встречаются по всей территории Украины и Молдовы, на Кавказе, в Казахстане, в южных регионах России, Поволжье, на Урале, в частности в Курганской области, на юге и в средней полосе Западной Сибири, в средиземноморских странах и в других странах с жарким климатом, в частности в Индии.
Примерно с начала XXI века быстро распространяется по Украине и России и стала довольно обычным синантропным видом в Белоруссии.

## Размножение
Спаривание у мухоловок происходит путём откладывания самцом сперматофора (похожего на лимон) в присутствии самки, после чего самец толкает на сперматофор самку. Самка подхватывает сперматофор своими половыми придатками. В среднем самка откладывает около 60 яиц. Самки откладывают яйца в почву и покрывают их липким веществом. Только что вылупившаяся мухоловка имеет четыре пары ног, количество которых с каждой линькой увеличивается до пяти, семи, девяти и тринадцати пар. Спустя ещё пять линек количество ног увеличивается до пятнадцати пар. Живут обыкновенные мухоловки 3—7 лет. Некоторые живущие в тропиках мухоловки обладают более короткими ногами и не селятся в помещениях.

## Взаимодействие с человеком
Обыкновенная мухоловка, живущая в квартире или доме, не приносит никакого вреда пище или мебели. Мухоловки не агрессивны, но могут укусить в порядке самозащиты. Чаще всего их ногочелюсти недостаточно сильны, чтобы проколоть кожу человека. Если многоножке удаётся это сделать, то по ощущениям укус похож на укус блохи или Божьей коровки. Яд вызывает покраснение, также может возникнуть от небольшой припухлости до сильного опухания в случае аллергии. Но слишком слаб, чтобы представлять серьёзную опасность даже для домашних животных, собак, кошек, тем более для человека. Ночью мухоловка может залезть на спящего человека, но ее цель — комары и мошки, которых привлекает человеческое тело.
Мухоловки полезны как хищники, охотящиеся на вредных насекомых (комаров, мух, тараканов). Многие уничтожают мухоловок, считая отталкивающим их внешний вид, в некоторых южных странах их, наоборот, оберегают.

## Охрана
Обыкновенная мухоловка была занесена в Красную книгу Украины как редкий вид, но в 2000-х годах широко распространилась по стране и в 2021 году была исключена. По состоянию на 2016 год занесена в Красные книги Днепропетровской и Харьковской областей, а также города Краматорска.